# Sergei Tkatschenko (Skispringer)
Sergei Wiktorowitsch Tkatschenko (russisch Сергей Викторович Ткаченко; englische Transkription Sergey Viktorovich Tkachenko; * 8. Juni 1999 in Ridder) ist ein kasachischer Skispringer.

## Werdegang
Tkatschenko gab sein internationales Debüt am 20. September 2014 beim FIS Cup in Szczyrk. Er belegte dabei den 74. Rang. In der Saison 2014/15 folgten weitere Starts bei FIS-Cup-Springen. Sein bestes Ergebnis war dabei ein 43. Platz am 28. September 2014 in Râșnov. Im Februar 2015 nahm er zum einen an den Nordischen Junioren-Skiweltmeisterschaften in Almaty teil. Dabei wurde er im Einzelwettbewerb disqualifiziert und mit dem Team landete er auf dem 13. und somit letzten Platz. Zum anderen startete er bei den Nordischen Skiweltmeisterschaften in Falun. Im Einzelwettbewerb von der Normalschanze scheiterte er mit einem 56. Rang bereits in der Qualifikation.
Im Sommer 2015 nahm er erneut an FIS-Cup-Springen teil. Am 29. August 2015 gelang es ihm in Szczyrk dabei erstmals mit einem 17. Platz Punkte zu holen. Außerdem gab er am 3. und 4. Oktober 2015 in Klingenthal sein Debüt im Skisprung-Continental-Cup im Rahmen der Sommersaison 2015. Er belegte dabei zweimal den 63. Platz. Sein bestes Ergebnis im Continental Cup in der gesamten Saison 2015/16 war Platz 47 im Winter in Rovaniemi. Bei den Olympischen Jugend-Winterspielen 2016 im norwegischen Lillehammer belegte er den 14. Platz und bei den Nordischen Junioren-Skiweltmeisterschaften 2016 im rumänischen Râșnov den 48. Platz – jeweils im Einzelwettbewerb.
Im darauffolgenden Sommer 2016 gab er am 22. Juli in Wisła bei einem Mannschaftswettbewerb sein Debüt im Skisprung-Grand-Prix. Er belegte dabei mit seiner Mannschaft, die neben ihm noch aus Konstantin Sokolenko, Marat Schaparow und Alexei Koroljow bestand, den zehnten und somit letzten Rang. Am 9. Dezember 2016 erreichte er beim Continental Cup in Vikersund als 30. seinen ersten Punktgewinn. Es blieb in der Saison 2016/17 bei diesem einen Punkt. Am 21. Januar 2017 debütierte er beim Teamspringen in Zakopane im Skisprung-Weltcup. Er belegte mit Nikolai Karpenko, Sabyrschan Muminow und Marat Schaparow den elften und somit letzten Rang.
Bei der Winter-Universiade 2017 in Almaty belegte er den zwölften Rang im Einzelwettbewerb und den achten Platz sowohl im Mannschaftswettbewerb als auch im Mixed-Team-Springen. Seine bis dahin größten internationalen Erfolge erreichte er bei den Winter-Asienspielen 2017 im japanischen Sapporo, als er mit der kasachischen Mannschaft die Silbermedaille hinter Japan erreichte und im Einzelspringen von der Normalschanze Dritter hinter den beiden Japanern Yukiya Satō und Yūken Iwasa wurde.
Er nahm nicht an den Skiweltmeisterschaften 2017 in Lahti teil. Am 12. und 13. August 2017 gewann Tkatschenko zwei Wettbewerbe im Rahmen des FIS-Carpath-Cup im slowenischen Planica. Am 27. August 2017 sprang er beim Skisprung-Grand-Prix 2017 in Hakuba auf den 18. Platz und holte damit seine ersten Grand-Prix-Punkte. Es blieb seine einzige Platzierung in den Punkterängen und er beendete den Sommer mit den 13 in Hakuba gewonnenen Wertungspunkten als 65. der Grand-Prix-Gesamtwertung.
Bei den Nordischen Junioren-Skiweltmeisterschaften 2018 in Kandersteg belegte er den 27. Rang im Einzelwettbewerb. Im Anschluss an die Junioren-Weltmeisterschaften nahm er als einziger kasachischer Skispringer an den Olympischen Winterspielen 2018 in Pyeongchang teil. Im Einzelspringen auf der Normalschanze scheiterte er als 51. an der Qualifikation für den Wettkampf. Im Einzelwettbewerb auf der Großschanze überstand er diese und wurde 49. im Wettbewerb. Am 10. und 11. März 2018 erreichte er in Zakopane mit den Plätzen neun und 16 seine bis dahin besten Ergebnisse im Continental Cup. Mit 47 Punkten wurde er 97. in der Continental-Cup-Gesamtwertung 2017/18.
Am 13. Januar 2019 erreichte er auf dem Trampolino dal Ben im Val di Fiemme als 33. sein bis zu diesem Zeitpunkt bestes Weltcupergebnis, auch wenn er damit nach wie vor noch auf seinen ersten Punktgewinn im Weltcup warten musste. Elf Tage später gewann er bei den Nordischen Junioren-Skiweltmeisterschaften 2019 in Lahti auf dem Bronzerang hinter Thomas Aasen Markeng und Luca Roth als erster Kasache eine Medaille bei Junioren-Skiweltmeisterschaften. Im Teamwettbewerb der Junioren belegte er mit Nurschat Tursynschanow, Gleb Safonow und Nikita Dewjatkin den 14., im gemischten Team mit Weronika Schischkina, Gleb Safonow und Walentina Sderschikowa den elften Platz.

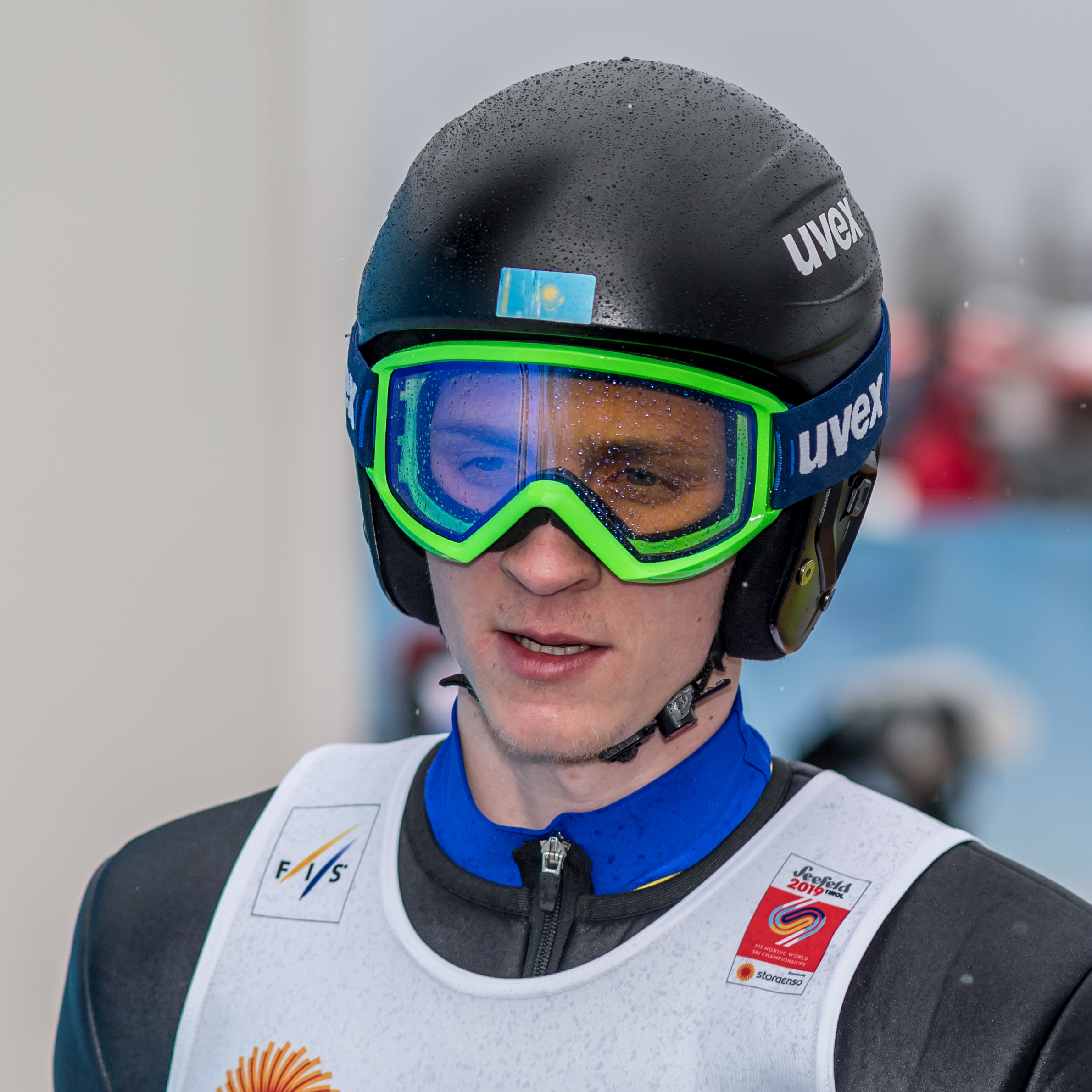
Tkatschenko bei den Nordischen Skiweltmeisterschaften 2019

Bei den Nordischen Skiweltmeisterschaften 2019 rund einen Monat später verpasste er im Einzelspringen von der Großschanze als 36. den Finaldurchgang. Auch das kasachische Männerteam mit Gleb Safonow, Sabyrschan Muminow und Nikita Dewjatkin auf dem zwölften sowie das gemischte Team mit Walentina Sderschikowa, Sabyrschan Muminow und Weronika Schischkina auf dem 13. und damit jeweils letzten Platz konnte den Finaldurchgang nicht erreichen. Im Einzelspringen von der Normalschanze scheiterte Tkatschenko an der Qualifikation für den Wettkampf. Im Weltcup blieb er wie in den Jahren zuvor auch in der Saison 2018/19 ohne jegliche Wertungspunkte.
Im Sommer-Continental-Cup 2019 sprang er am 13. Juli in Schtschutschinsk als Dritter zum ersten Mal auf das Podium. Der erste Punktegewinn im Weltcup gelang ihm dann in der darauffolgenden Saison 2019/20 am 22. Dezember 2019 als 24. in Engelberg. Er erreichte noch zwei weitere Male die Punkteränge, am 12. Januar 2020 im Val di Fiemme als 29. sowie am 10. März 2020 in Lillehammer als 27. im letzten Wettkampf der Saison, die anschließend wegen der beginnenden COVID-19-Pandemie abgebrochen werden musste. Mit den insgesamt dabei erzielten 13 Punkten konnte er sich als 56. in diesem Jahr erstmals im Gesamtweltcup platzieren.
Aufgrund der Pandemie waren die Kasachen in der Saison 2020/21 zunächst an der Teilnahme bei internationalen Wettbewerben gehindert. Somit stieg Tkatschenko erst am 6. Februar 2021 in Klingenthal in den Weltcup ein. Bei den Skiweltmeisterschaften 2021 in Oberstdorf erreichte er zweimal Platz 40 im Einzel und mit Nurschat Tursynschanow, Sabyrschan Muminow und Danil Wassiljew Platz 14 im Team. Im Winter 2021/22 verpasste er mit Platz 31 in Klingenthal am 12. Dezember 2021 nur knapp eine Punkteplatzierung. Sergei Tkatschenko wurde neben Danil Wassiljew als einziger Skispringer für das kasachische Team bei den Olympischen Winterspielen 2022 im chinesischen Zhangjiakou nominiert. Dort wurde er auf der Normalschanze 41. und konnte sich von der Großschanze nicht für den Wettkampf qualifizieren.

## Statistik

### Olympische Winterspiele
- Pyeongchang 2018: nicht qualifiziert Einzel Normalschanze, 49. Einzel Großschanze
- Peking 2022: 41. Einzel Normalschanze, nicht qualifiziert Einzel Großschanze

### Nordische Skiweltmeisterschaften
- Falun 2015: nicht qualifiziert Einzel Normalschanze
- Seefeld 2019: nicht qualifiziert Einzel Normalschanze, 36. Einzel Großschanze, 12. Team Großschanze, 13. Mixed-Team Normalschanze
- Oberstdorf 2021: 40. Einzel Normalschanze, 40. Einzel Großschanze, 14. Team Großschanze

### Weltcup-Platzierungen
| Saison  | Platz | Punkte |
| ------- | ----- | ------ |
| 2019/20 | 056.  | 0013   |

### Vierschanzentournee-Platzierungen
| Saison  | Platz | Punkte |
| ------- | ----- | ------ |
| 2018/19 | 065.  | 088,7  |
| 2019/20 | 051.  | 235,5  |

### Raw-Air-Platzierungen
| Saison | Platz | Punkte |
| ------ | ----- | ------ |
| 2017   | 077.  | 227,4  |
| 2019   | 045.  | 806,8  |
| 2020   | 045.  | 488,4  |
| 2022   | 067.  | 119,3  |

### Grand-Prix-Platzierungen
| Saison | Platz | Punkte |
| ------ | ----- | ------ |
| 2017   | 065.  | 0013   |
| 2018   | 056.  | 0019   |
| 2019   | 062.  | 0008   |
| 2021   | 028.  | 0072   |

### Continental-Cup-Platzierungen
| Saison  | Platz | Punkte |
| ------- | ----- | ------ |
| 2016/17 | 173.  | 0001   |
| 2017/18 | 097.  | 0047   |
| 2018/19 | 142.  | 0003   |
| 2019/20 | 080.  | 0076   |